# Muddlescombe
Muddlescombe (walisisch Muddlescwm) ist ein ehemaliges Herrenhaus im walisischen Carmarthenshire. Das ehemalige Anwesen liegt etwa 1,5 km östlich von Kidwelly am nördlichen Ufer des Gwendraeth Fawr.

## Geschichte
Muddlescwm wird 1393 als Sitz einer Familie des niederen walisischen Landadels erwähnt. Um 1400 gelangte das Anwesen in den Besitz der Familie Dwnn. Nach dem Tod von Henry Dwnn 1469 fiel es durch Heirat an Trahaern Morgan von Pencoed Castle in Monmouthshire. Muddlescombe blieb Sitz seiner Nachfahren, bis die Linie um 1570 mit dem Tod von Henry Morgan in männlicher Linie ausstarb. Seine beiden Töchter und Erbinnen heirateten zwei Brüder aus der Familie Mansel, die damit das Anwesen erbten und eine Nebenlinie der Familie Mansel begründeten. Francis Mansel wurde 1622 zum Baronet Mansel, of Muddlescombe erhoben. Muddlescombe blieb Sitz der Baronets Mansel of Muddlescombe, bis es nach dem Tod von Edward Mansel, 4. Baronet 1670, der keine männlichen Nachkommen hatte, über dessen Tochter an die Familie Owen aus Orielton in Pembrokeshire fiel. Die Owens nutzten das Anwesen jedoch nicht mehr als Herrenhaus, sondern nur noch als landwirtschaftlichen Betrieb. Das spätmittelalterliche Herrenhaus wurde im 18. Jahrhundert abgerissen, der landwirtschaftliche Betrieb wurde im 19. und 20. Jahrhundert wesentlich umgebaut und erweitert. Das Anwesen ist nicht zu besichtigen.

## Beschreibung
Von dem Anwesen sind noch die Reste eines zweigeschossigen, einflügligen Wirtschaftsgebäudes erhalten. Das zweigeschossige, steinerne Gebäude stammt hauptsächlich aus dem 17. Jahrhundert, besitzt aber noch ältere, spätmittelalterliche Mauerteile. Es diente als Gesindehaus und enthielt im Erdgeschoss eine Küche. Das über eine Außentreppe erreichbare Obergeschoss enthielt die Schlafräume des Gesindes. Das Gebäude wurde im 18. Jahrhundert erheblich umgebaut und schließlich als Stall genutzt. Heute ist es eine dachlose Ruine. Die meisten der anderen Gebäude des umgebenden Bauernhofs stammen aus dem 19. und 20. Jahrhundert.